# Chaoborus punctipennis
Chaoborus punctipennis är en tvåvingeart som först beskrevs av Thomas Say 1823.  Chaoborus punctipennis ingår i släktet Chaoborus och familjen tofsmyggor. Inga underarter finns listade i Catalogue of Life.